# أثر الفراشة (مسلسل)
أثر الفراشة مسلسل تلفزيوني سوري درامي.

## القصة
رومانسي يرتكز على قصة حب كبيرة محاطة بقصص حب موازية، تجري أحداثه ما بين سبعينات القرن الماضي ويومنا الحالي، والمسلسل دعوة الحب في زمن البشاعة والعنف ضمن دراما رومانسية سورية خالصة. 

## طاقم العمل
- تحية ميهوب
- سمر سامي
- عبد الهادي الصباغ
- بيار داغر
- سيف الدين سبيعي
- محمد قنوع
- طارق الصباغ
- علاء قاسم

## وصلات خارجية
- صفحة مسلسل أثر الفراشة على موقع السينما.كوم